# Al quiebro

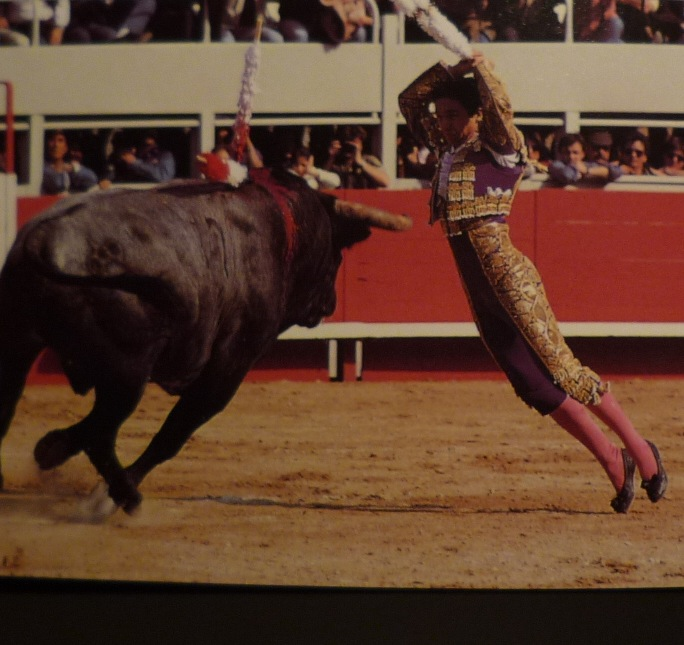
Richard Milian pose des banderilles al quiebro.

Dans le monde de la tauromachie, al quiebro (« écart, feinte ») désigne une manière de « poser », « planter » ou « clouer ». les banderilles particulièrement spectaculaire et très appréciée du public.

## Présentation
Le banderillero doit attendre l'animal de pied ferme et le provoquer en sautillant. Quand le taureau arrive à sa hauteur, le torero se fend en écartant le pied du côté où il veut faire passer l'animal et en inclinant le buste. Au moment où le taureau baisse la tête pour frapper, l'homme se redresse en ramenant le pied écarté contre l'autre pied et il pose les banderilles. Cela donne une impression de mouvement en zigzag.
Cette manière de banderiller ne peut être exécutée qu'avec des bêtes qui ont une charge franche. Elle est encore plus impressionnante quand elle est exécutée au centre de l'arène, car le banderillero a un long chemin à parcourir pour sauter les barrières et se protéger (en général, elle s'exécute à quelques mètres des barrières, la charge du taureau se faisant parallèlement à celles-ci).
Parmi les matadors les plus habiles dans ce type de pose de banderilles on trouve notamment Paquirri, Luis Francisco Espla, Victor Mendes, Nimeño II, Richard Milian ; au cours des années 1980, le venuezuelien Morenito de Maracay en avait fait sa spécialité, au point d'en faire un véritable slogan publicitaire : « El Rey del quiebro ».

## Autres méthodes
Les appréciations et la hiérarchie sur les différentes poses de  banderilles varient selon les historiens de la tauromachie. Auguste Lafront présente le « cuarteo » et le « quiebro » comme :  « les deux manœuvres essentielles du tercio de banderilles. », alors que Paul Casanova et Pierre Dupuy considèrent que le cuarteo est une « manœuvre courante ». Claude Popelin n'établit aucune hiérarchie entre ces deux manœuvres, et ne décrit que la technique de chacune d'elles. 
Mais il existe un grand nombre d'autres formes de poses de banderilles : « a topa carnero », « de poder a poder », « de frente », « al recorte », « al relance », « al sesgo ». Ainsi que les manœuvres dites de recours : « media vuelta », « al revuelo ». La méthode  « al sesgo  » se divise en deux formes distinctes : «  al sesgo por dentro », et « al sesgo por fuera ».